# Hsinchuang
Hsinchuang (新莊區, Xīnzhuāng Qū em pinyin) é uma distrito na parte ocidental de cidade de Novo Taipé, Taiwan. Tradicionalmente, a cidade é escrita "Hsinchuang" no sistema Wade-Giles, sendo escrita "Xinzhuang" em Hanyu Pinyin e "Sinjhuang" no sistema Tongyong Pinyin.
Tem uma área de 19.74 km², com uma população de 388.110 pessoas (2005).
Lá se situam a Universidade Católica Fu Jen (輔仁大學) e o Sanatório Losheng (樂生療養院).